# Stráž nad Ohří
Stráž nad Ohří (deutsch Warta) ist eine Gemeinde im Karlovarský kraj in Tschechien.

## Geographie

### Lage
Stráž nad Ohří liegt neun Kilometer nordöstlich von Ostrov nad Ohří und gehört zum Okres Karlovy Vary. Die Ortslage befindet sich zwischen dem Duppauer Gebirge und Erzgebirge im Tal der Eger. Nördlich erhebt sich der Nebesa (634 m) mit den Resten der Burg Himlštejn. Im Südosten liegt die Hengbergplatte des Duppauer Gebirges mit der Velká Jehličná (Hengberg, 828 m). Im Süden grenzt die Gemeinde an den Truppenübungsplatz Hradiště.
Nachbarorte sind Peklo, Osvinov und Srní im Norden, Malý Hrzín, Boč, Kamenec und Korunní im Nordosten, Korunní Kyselka und Zámeček im Osten, Jakubov im Süden, Ovčárna und Květnová im Südwesten, Damice und Krásný Les im Westen sowie Horní Hrad im Nordwesten.

### Gemeindegliederung
Die Gemeinde Stráž nad Ohří besteht aus den Ortsteilen Boč (Wotsch), Kamenec (Stengles), Korunní (Krondorf), Malý Hrzín (Kleingrün), Osvinov (Gesmesgrün), Peklo (Höll), Smilov (Mühlendorf), Srní (Boksgrün) und Stráž nad Ohří (Warta). Grundsiedlungseinheiten sind Boč, Hrachová I (Erbelstein), Hrachová II (Edelstein), Korunní, Malý Hrzín, Osvinov, Peklo, Smilov, Srní und Stráž nad Ohří. Zu Stráž nad Ohří gehören außerdem die Ansiedlungen Himlštejn (Himmelstein) und ab 2015 Korunní Kyselka (Krondorf-Sauerbrunn).
Das Gemeindegebiet gliedert sich in die Katastralbezirke Boč, Korunní, Malý Hrzín, Osvinov, Peklo, Smilov nad Ohří, Srní u Boče und Stráž nad Ohří.

### Nachbarorte
|                        | Loučná pod Klínovcem (Böhmisch Wiesenthal)  |                     |
| Krásný Les (Schönwald) | Kompassrose, die auf Nachbargemeinden zeigt | Perštejn (Pürstein) |
| Vojkovice (Wickwitz)   | Truppenübungsplatz Hradiště                 | Okounov (Okenau)    |

## Geschichte

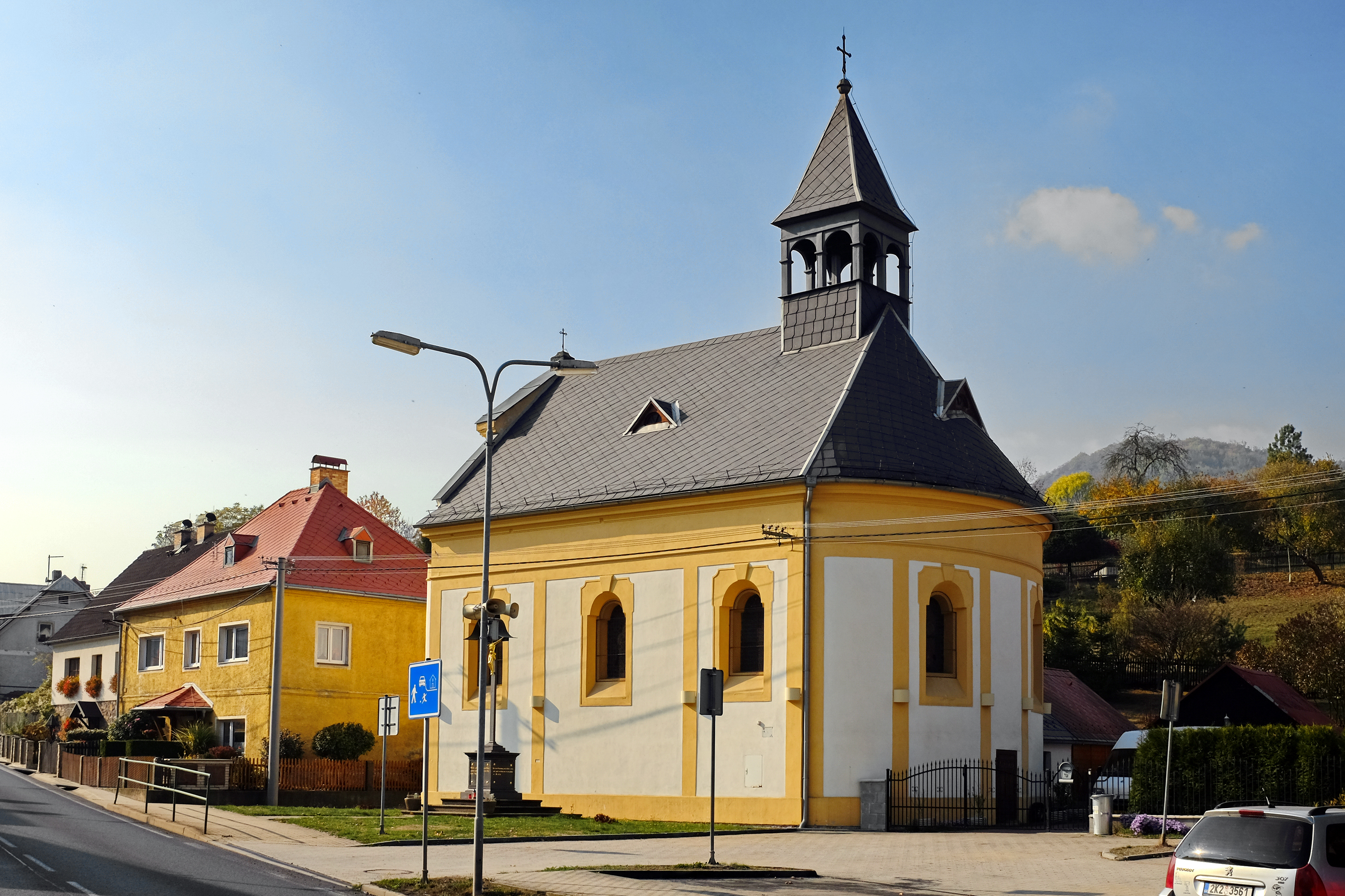
Kirche des Erzengel Michael

Die erste schriftliche Erwähnung des Dorfes erfolgte 1238 im Zusammenhang mit einem "Swidger de Warta". Seit 1341 ist eine Zolleinnahme in Warta nachweisbar. 1352 gehörte Wartha zu den Gütern der Burg Perštejn; Besitzer war zu dieser Zeit Friedrich von Schönburg. Seit 1488 gehörte das Dorf mit der Zolleinnahme den Grafen Vitzthum und war Teil von deren Herrschaft Egerberg.
Ab 1850 bildete Warta/Varta eine politische Gemeinde im Bezirk Kaaden. Zwischen 1870 und 1873 errichtete die Buschtěhrader Eisenbahngesellschaft (BEB) entlang der Eger die Strecke von Komotau nach Eger, mit der Warta einen Bahnanschluss erhielt.
1921 entstand der tschechische Name Stráž. Infolge des Münchner Abkommens wurde sie 1938 dem Deutschen Reich angeschlossen. 1939 lebten in Warta 773 Menschen. Von 1938 bis 1945 war Warta Teil des deutschen Landkreises Kaaden und kam nach dem Ende des Zweiten Weltkrieges zur Tschechoslowakei zurück. 1950 wurde Osvinov eingemeindet. Von 1949 bis 1960 gehörte die Gemeinde Stráž nad Ohří zum Okres Karlovy Vary-okolí und seit 1961 zum Okres Karlovy Vary. 1960 wurde Korunní mit den Ortsteilen Kamenec und Korunní Kyselka eingemeindet. 1976 kam noch Boč einschließlich Himlštejn, Hrachová, Malý Hrzín, Peklo, Smilov und Srní hinzu.
In Korunní Kyselka befand sich von 1942 bis 1944 das KZ-Außenlager Krondorf-Sauerbrunn, wo Mineralquellen für den SS-Betrieb Sudetenquell erschlossen und Gleisanlagen für die Heinrich Mattoni AG ausgebessert wurden. Heute ist dort der Mineralwasserproduzent Karlovarská Korunní Kyselka s.r.o. ansässig.
Im Zuge der Verkleinerung des Truppenübungsplatzes Hradiště wurde im Januar 2015 die Siedlung Korunní Kyselka an Stráž nad Ohří angeschlossen.

## Entwicklung der Einwohnerzahl
| Jahr | Einwohnerzahl |
| ---- | ------------- |
| 1869 | 445           |
| 1880 | 487           |
| 1890 | 524           |
| 1900 | 619           |
| 1910 | 790           |

| Jahr   | Einwohnerzahl |
| ------ | ------------- |
| 1921   | 682           |
| 1930   | 780           |
| 1950 1 | 608           |
| 1961 2 | 791           |
| 1970 2 | 633           |

| Jahr   | Einwohnerzahl |
| ------ | ------------- |
| 1980 3 | 740           |
| 1991 3 | 589           |
| 2001 3 | 619           |
| 2011 3 | 582           |

## Sehenswürdigkeiten
- Ruine der Burg Himlštejn, auf dem Nebesa, nördlich des Dorfes
- Burg Hauenstein, nordwestlich in Horní Hrad
- Naturreservat Čedičová žíla Boč (Basaltader von Wotsch), zwei Kilometer nördlich
- Hängebrücke über die Eger in Boč
- Kirche des Erzengels Michael. Der aus Spenden von Pilgern finanzierte Kirchenbau wurde 1768 geweiht; 1808 entstand eine Expositur.
- Dreifaltigkeitssäule vor der Kirche
- neoromanische Kirche des hl. Wenzel und Nikolaus in Boč
- Kapelle in Osvinov